# Aeroportul Internațional El Alto
Aeroportul Internațional El Alto (IATA: LPB, ICAO: SLLP) este un aeroport din El Alto, El Alto Municipality⁠(d), Murillo Province⁠(d), La Paz, Bolivia ce deservește zona La Paz. Aeroportul a fost tranzitat în 2008 de 950.000 de pasageri. A fost numit după El Alto.
Situat la o altitudine de 4.061 m, aeroportul dispune de 2 piste. Este operat de Abertis⁠(d).

## Infrastructură

### Piste
Aeroportul dispune de 2 piste. Pista 10R/28L are suprafața de asfalt și dimensiunile 4.000 m × 46 m. Pista 10L/28R are suprafața de Iarbă și dimensiunile 2.050 m × 91 m. 